# Zaruddia (obwód kijowski)
Zaruddia (ukr. Заруддя) – wieś na Ukrainie, w obwodzie kijowskim, w rejonie wyszogrodzkim, nad Irszą. W 2001 roku liczyła 419 mieszkańców.